# Тарбагатайские кыргызы
Тарбагатайские киргизы (также эмель-гольские калмак-киргизы, эминские киргизы, монгол-киргизы) — своеобразная этнографическая группа киргизов, исповедующая буддизм-ламаизм с некоторыми элементами ислама. Предположительно, тарбагатайские киргизы являются потомками енисейских киргизов, переселённых в долину реки Эмель джунгарами[когда?]. В 1860 году, под влиянием монгольских лам, тарбагатайские киргизы перешли из ислама в буддизм. Поэтому одно из основных их поселений получило название Кыргыз-Куре, букв. «киргизский буддистский храм». По причине соседства с более многочисленными казахами, в XX веке молодые поколения тарбагатайских киргизов постепенно перешли на казахский язык, который также выполняет роль основного письменного языка (в арабской графике).

## Родовой состав
Казахи уездного г. Эминь называют тарбагатайских киргизов монгол-кыргызами, калмак-кыргызами. Монголы называют их хаминь-кыргыз (с кит. «хаминь» — казахский народ), то есть казак-кыргыз. Также они известны в русскоязычной научной литературе как эмель-гольские калмак-кыргызы, эминские кыргызы.
В состав тарбагатайских киргизов входят роды как тюркского, так и монгольского происхождения: сарбагыс, мондуз (ээрсын), барын, сарт, нойман, кытай, керей, калмак, чотай (каракалпак). Роды сарыбагыс и мундуз присутствуют среди тянь-шаньских киргизов. Род сарт, возможно, свидетельствует об уйгурских или узбекских элементах, вошедших в состав тарбагатайских киргизов.
Барыны представляют собой потомков нирун-монгольского племени баарин, нойманы восходят к средневековым найманам, кытаи — к каракитаям, кереи — к казахам из племени керей либо к средневековым кереитам. Калмаки являются потомками ойратов. Родовое название «каракалпак» может быть искажённой передачей слова «кара-калмак» — так называли собственно джунгар — ойратов — западных монголов.

## Расселение
Проживают преимущественно в уездах Тачэн (Чугучак) и Эминь (Дёрбёльжюн) в СУАР, КНР. В Чугучаке проживают 1 870 калмак-киргизов (0,8 % населения уезда), из них 1 498 человек в самом городе Тачэн, куда тарбагатайские киргизы массово переселились в 1962 году, после того как большинство русских беженцев времён гражданской войны вернулось в СССР. В уезде Эминь живёт 302 киргиза (0,2 % его населения). В небольшом количестве тарбагатайские киргизы живут и в других уездах страны. Большая часть тарбагатайских киргизов исповедует буддизм, меньшая (около 40 семей) — ислам; часты смешанные межрелигиозные браки. Наблюдается активное смешение буддистских и исламских традиций, с постепенным усилением исламских под влиянием казахов и уйгуров.